# Onobrychis pyrenaica
Onobrychis pyrenaica là một loài thực vật có hoa trong họ Đậu. Loài này được (Sennen) Sirj. miêu tả khoa học đầu tiên.